# Elias Pelembe
Elias Gaspar Pelembe, noto come Domingues (Maputo, 13 novembre 1983), è un calciatore mozambicano, centrocampista del Songo e della nazionale mozambicana.

## Carriera

### Club
Domingues ha iniziato la sua carriera nel Desportivo dove è riuscito a collezionare ottime presenze fino a che viene ingaggiato dal SuperSport dove gioca molto bene riuscendo a vincere nella sua prima stagione il premio di migliore giocatore del campionato sudafricano. Dopo due stagioni viene ceduto al Mamelodi Sundowns.

### Nazionale
Nella Nazionale di calcio del suo paese gioca 71 presenze segnando 11 reti.

## Statistiche

### Cronologia presenze e reti in nazionale
| Cronologia completa delle presenze e delle reti in nazionale ― Mozambico | Cronologia completa delle presenze e delle reti in nazionale ― Mozambico | Cronologia completa delle presenze e delle reti in nazionale ― Mozambico | Cronologia completa delle presenze e delle reti in nazionale ― Mozambico | Cronologia completa delle presenze e delle reti in nazionale ― Mozambico | Cronologia completa delle presenze e delle reti in nazionale ― Mozambico | Cronologia completa delle presenze e delle reti in nazionale ― Mozambico | Cronologia completa delle presenze e delle reti in nazionale ― Mozambico |
| Data                                                                     | Città                                                                    | In casa                                                                  | Risultato                                                                | Ospiti                                                                   | Competizione                                                             | Reti                                                                     | Note                                                                     |
| ------------------------------------------------------------------------ | ------------------------------------------------------------------------ | ------------------------------------------------------------------------ | ------------------------------------------------------------------------ | ------------------------------------------------------------------------ | ------------------------------------------------------------------------ | ------------------------------------------------------------------------ | ------------------------------------------------------------------------ |
| 1-6-2008                                                                 | Abidjan                                                                  | Costa d'Avorio                                                           | 1 – 0                                                                    | Mozambico                                                                | Qual. Mondiali 2010                                                      | -                                                                        | 88’                                                                      |
| 8-6-2008                                                                 | Maputo                                                                   | Mozambico                                                                | 1 – 2                                                                    | Botswana                                                                 | Qual. Mondiali 2010                                                      | -                                                                        |                                                                          |
| 15-6-2008                                                                | Antananarivo                                                             | Madagascar                                                               | 1 – 1                                                                    | Mozambico                                                                | Qual. Mondiali 2010                                                      | -                                                                        |                                                                          |
| 22-6-2008                                                                | Maputo                                                                   | Mozambico                                                                | 3 – 0                                                                    | Madagascar                                                               | Qual. Mondiali 2010                                                      | 1                                                                        |                                                                          |
| 7-9-2008                                                                 | Maputo                                                                   | Mozambico                                                                | 1 – 1                                                                    | Costa d'Avorio                                                           | Qual. Mondiali 2010                                                      | -                                                                        |                                                                          |
| 11-10-2008                                                               | Francistown                                                              | Botswana                                                                 | 0 – 1                                                                    | Mozambico                                                                | Qual. Mondiali 2010                                                      | -                                                                        |                                                                          |
| 29-3-2009                                                                | Maputo                                                                   | Mozambico                                                                | 0 – 0                                                                    | Nigeria                                                                  | Qual. Mondiali 2010                                                      | -                                                                        | 61’                                                                      |
| 6-6-2009                                                                 | Tunisi                                                                   | Tunisia                                                                  | 2 – 0                                                                    | Mozambico                                                                | Qual. Mondiali 2010                                                      | -                                                                        |                                                                          |
| 20-6-2009                                                                | Nairobi                                                                  | Kenya                                                                    | 2 – 1                                                                    | Mozambico                                                                | Qual. Mondiali 2010                                                      | 1                                                                        |                                                                          |
| 6-9-2009                                                                 | Maputo                                                                   | Mozambico                                                                | 1 – 0                                                                    | Kenya                                                                    | Qual. Mondiali 2010                                                      | -                                                                        |                                                                          |
| 11-10-2009                                                               | Abuja                                                                    | Nigeria                                                                  | 1 – 0                                                                    | Mozambico                                                                | Qual. Mondiali 2010                                                      | -                                                                        |                                                                          |
| 14-11-2009                                                               | Maputo                                                                   | Mozambico                                                                | 1 – 0                                                                    | Tunisia                                                                  | Qual. Mondiali 2010                                                      | -                                                                        | 45’                                                                      |
| 12-1-2010                                                                | Maputo                                                                   | Mozambico                                                                | 2 – 2                                                                    | Benin                                                                    | Coppa d'Africa 2010 - 1º Turno                                           | -                                                                        |                                                                          |
| 16-1-2010                                                                | Benguela                                                                 | Mozambico                                                                | 0 – 2                                                                    | Egitto                                                                   | Coppa d'Africa 2010 - 1º Turno                                           | -                                                                        |                                                                          |
| 20-1-2010                                                                | Lubango                                                                  | Nigeria                                                                  | 3 – 0                                                                    | Mozambico                                                                | Coppa d'Africa 2010 - 1º Turno                                           | -                                                                        | 36’                                                                      |
| 8-6-2010                                                                 | Johannesburg                                                             | Mozambico                                                                | 0 – 3                                                                    | Portogallo                                                               | Amichevole                                                               | -                                                                        |                                                                          |
| 5-9-2010                                                                 | Maputo                                                                   | Mozambico                                                                | 0 – 0                                                                    | Libia                                                                    | Qual. Coppa d'Africa 2012                                                | -                                                                        |                                                                          |
| 9-10-2010                                                                | Moroni                                                                   | Comore                                                                   | 0 – 1                                                                    | Mozambico                                                                | Qual. Coppa d'Africa 2012                                                | -                                                                        |                                                                          |
| 9-2-2011                                                                 | Maputo                                                                   | Mozambico                                                                | 1 – 1                                                                    | Botswana                                                                 | Amichevole                                                               | -                                                                        |                                                                          |
| 27-3-2011                                                                | Maputo                                                                   | Mozambico                                                                | 0 – 2                                                                    | Zambia                                                                   | Qual. Coppa d'Africa 2012                                                | -                                                                        |                                                                          |
| 4-6-2011                                                                 | Lusaka                                                                   | Zambia                                                                   | 3 – 0                                                                    | Mozambico                                                                | Qual. Coppa d'Africa 2012                                                | -                                                                        |                                                                          |
| 8-10-2011                                                                | Maputo                                                                   | Mozambico                                                                | 3 – 0                                                                    | Comore                                                                   | Qual. Coppa d'Africa 2012                                                | 1                                                                        |                                                                          |
| 15-11-2011                                                               | Maputo                                                                   | Mozambico                                                                | 4 – 1                                                                    | Comore                                                                   | Qual. Mondiali 2014                                                      | -                                                                        |                                                                          |
| 29-2-2012                                                                | Dar es Salaam                                                            | Tanzania                                                                 | 1 – 1                                                                    | Mozambico                                                                | Qual. Coppa d'Africa 2013                                                | -                                                                        |                                                                          |
| 10-6-2012                                                                | Maputo                                                                   | Mozambico                                                                | 0 – 0                                                                    | Zimbabwe                                                                 | Qual. Mondiali 2014                                                      | -                                                                        | 30’                                                                      |
| 16-6-2012                                                                | Maputo                                                                   | Mozambico                                                                | 1 – 1                                                                    | Tanzania                                                                 | Qual. Coppa d'Africa 2013                                                | -                                                                        |                                                                          |
| 9-9-2012                                                                 | Maputo                                                                   | Mozambico                                                                | 2 – 0                                                                    | Marocco                                                                  | Qual. Coppa d'Africa 2013                                                | 1                                                                        |                                                                          |
| 13-10-2012                                                               | Marrakech                                                                | Marocco                                                                  | 4 – 0                                                                    | Mozambico                                                                | Qual. Coppa d'Africa 2013                                                | -                                                                        |                                                                          |
| 9-6-2013                                                                 | Conakry                                                                  | Guinea                                                                   | 6 – 1                                                                    | Mozambico                                                                | Qual. Mondiali 2014                                                      | 1                                                                        |                                                                          |
| 16-6-2013                                                                | Maputo                                                                   | Mozambico                                                                | 0 – 1                                                                    | Egitto                                                                   | Qual. Mondiali 2014                                                      | -                                                                        |                                                                          |
| 8-9-2013                                                                 | Harare                                                                   | Zimbabwe                                                                 | 1 – 1                                                                    | Mozambico                                                                | Qual. Mondiali 2014                                                      | -                                                                        |                                                                          |
| 18-5-2014                                                                | Maputo                                                                   | Mozambico                                                                | 5 – 0                                                                    | Sudan del Sud                                                            | Qual. Coppa d'Africa 2015                                                | -                                                                        |                                                                          |
| 30-5-2014                                                                | Khartoum                                                                 | Sudan del Sud                                                            | 0 – 0                                                                    | Mozambico                                                                | Qual. Coppa d'Africa 2015                                                | -                                                                        |                                                                          |
| 18-7-2014                                                                | Dar es Salaam                                                            | Tanzania                                                                 | 2 – 2                                                                    | Mozambico                                                                | Qual. Coppa d'Africa 2015                                                | 1                                                                        |                                                                          |
| 3-8-2014                                                                 | Maputo                                                                   | Mozambico                                                                | 2 – 1                                                                    | Tanzania                                                                 | Qual. Coppa d'Africa 2015                                                | 1                                                                        | 90’                                                                      |
| 6-9-2014                                                                 | Ndola                                                                    | Zambia                                                                   | 0 – 0                                                                    | Mozambico                                                                | Qual. Coppa d'Africa 2015                                                | -                                                                        |                                                                          |
| 10-9-2014                                                                | Maputo                                                                   | Mozambico                                                                | 1 – 1                                                                    | Niger                                                                    | Qual. Coppa d'Africa 2015                                                | 1                                                                        |                                                                          |
| 11-10-2014                                                               | Maputo                                                                   | Mozambico                                                                | 2 – 0                                                                    | Capo Verde                                                               | Qual. Coppa d'Africa 2015                                                | -                                                                        |                                                                          |
| 15-10-2014                                                               | Praia                                                                    | Capo Verde                                                               | 1 – 0                                                                    | Mozambico                                                                | Qual. Coppa d'Africa 2015                                                | -                                                                        | 89’                                                                      |
| 19-11-2014                                                               | Niamey                                                                   | Niger                                                                    | 1 – 1                                                                    | Mozambico                                                                | Qual. Coppa d'Africa 2015                                                | -                                                                        |                                                                          |
| 14-6-2015                                                                | Maputo                                                                   | Mozambico                                                                | 0 – 1                                                                    | Ruanda                                                                   | Qual. Coppa d'Africa 2015                                                | -                                                                        | Cap.                                                                     |
| 6-9-2015                                                                 | Belle Vue                                                                | Mauritius                                                                | 1 – 0                                                                    | Mozambico                                                                | Qual. Coppa d'Africa 2015                                                | -                                                                        |                                                                          |
| 11-11-2015                                                               | Maputo                                                                   | Mozambico                                                                | 1 – 0                                                                    | Gabon                                                                    | Qual. Mondiali 2018                                                      | -                                                                        | Cap.                                                                     |
| 14-11-2015                                                               | Libreville                                                               | Gabon                                                                    | 1 – 0 (5 - 3 dtr)                                                        | Mozambico                                                                | Qual. Mondiali 2018                                                      | -                                                                        | Cap.                                                                     |
| 24-3-2016                                                                | Accra                                                                    | Ghana                                                                    | 3 – 1                                                                    | Mozambico                                                                | Qual. Coppa d'Africa 2017                                                | -                                                                        | Cap.                                                                     |
| 27-3-2016                                                                | Maputo                                                                   | Mozambico                                                                | 0 – 0                                                                    | Ghana                                                                    | Qual. Coppa d'Africa 2017                                                | -                                                                        | Cap.                                                                     |
| 4-6-2016                                                                 | Kigali                                                                   | Ruanda                                                                   | 2 – 3                                                                    | Mozambico                                                                | Qual. Coppa d'Africa 2017                                                | 2                                                                        | Cap.                                                                     |
| 3-9-2016                                                                 | Maputo                                                                   | Mozambico                                                                | 1 – 0                                                                    | Mauritius                                                                | Qual. Coppa d'Africa 2017                                                | -                                                                        | Cap.                                                                     |
| 15-11-2016                                                               | Maputo                                                                   | Mozambico                                                                | 1 – 1                                                                    | Sudafrica                                                                | Amichevole                                                               | -                                                                        | Cap. 84’                                                                 |
| 10-6-2017                                                                | Ndola                                                                    | Zambia                                                                   | 0 – 1                                                                    | Mozambico                                                                | Qual. Coppa d'Africa 2019                                                | -                                                                        | Cap.                                                                     |
| 8-9-2018                                                                 | Maputo                                                                   | Mozambico                                                                | 2 – 2                                                                    | Guinea-Bissau                                                            | Qual. Coppa d'Africa 2019                                                | -                                                                        | Cap. 74’                                                                 |
| 13-10-2018                                                               | Maputo                                                                   | Mozambico                                                                | 1 – 2                                                                    | Namibia                                                                  | Qual. Coppa d'Africa 2019                                                | -                                                                        | Cap.                                                                     |
| 16-10-2018                                                               | Windhoek                                                                 | Namibia                                                                  | 1 – 0                                                                    | Mozambico                                                                | Qual. Coppa d'Africa 2019                                                | -                                                                        | Cap.                                                                     |
| 18-11-2018                                                               | Maputo                                                                   | Mozambico                                                                | 1 – 0                                                                    | Zambia                                                                   | Qual. Coppa d'Africa 2019                                                | -                                                                        | Cap.                                                                     |
| 23-3-2019                                                                | Bissau                                                                   | Guinea-Bissau                                                            | 2 – 2                                                                    | Mozambico                                                                | Qual. Coppa d'Africa 2019                                                | -                                                                        | Cap.                                                                     |
| 13-10-2019                                                               | Nairobi                                                                  | Kenya                                                                    | 0 – 1                                                                    | Mozambico                                                                | Amichevole                                                               | -                                                                        | Cap. 87’                                                                 |
| 14-11-2019                                                               | Maputo                                                                   | Mozambico                                                                | 2 – 0                                                                    | Ruanda                                                                   | Qual. Coppa d'Africa 2021                                                | -                                                                        | Cap.                                                                     |
| 18-11-2019                                                               | Praia                                                                    | Capo Verde                                                               | 2 – 2                                                                    | Mozambico                                                                | Qual. Coppa d'Africa 2021                                                | -                                                                        | Cap. 67’                                                                 |
| 8-10-2020                                                                | Rio Maior                                                                | Guinea-Bissau                                                            | 1 – 0                                                                    | Mozambico                                                                | Amichevole                                                               | -                                                                        | Cap.                                                                     |
| 13-10-2020                                                               | Rio Maior                                                                | Angola                                                                   | 3 – 0                                                                    | Mozambico                                                                | Amichevole                                                               | -                                                                        | Cap. 84’                                                                 |
| 12-11-2020                                                               | Douala                                                                   | Camerun                                                                  | 4 – 1                                                                    | Mozambico                                                                | Qual. Coppa d'Africa 2021                                                | -                                                                        | Cap. 81’                                                                 |
| 16-11-2020                                                               | Maputo                                                                   | Mozambico                                                                | 0 – 2                                                                    | Camerun                                                                  | Qual. Coppa d'Africa 2021                                                | -                                                                        | Cap.                                                                     |
| 24-3-2021                                                                | Kigali                                                                   | Ruanda                                                                   | 1 – 0                                                                    | Mozambico                                                                | Qual. Coppa d'Africa 2021                                                | -                                                                        | 73’                                                                      |
| 30-3-2021                                                                | Maputo                                                                   | Mozambico                                                                | 0 – 1                                                                    | Capo Verde                                                               | Qual. Coppa d'Africa 2021                                                | -                                                                        |                                                                          |
| 13-11-2021                                                               | Cotonou                                                                  | Costa d'Avorio                                                           | 3 – 0                                                                    | Mozambico                                                                | Qual. Mondiali 2022                                                      | -                                                                        | Cap.                                                                     |
| 16-11-2021                                                               | Cotonou                                                                  | Mozambico                                                                | 1 – 0                                                                    | Malawi                                                                   | Qual. Mondiali 2022                                                      | -                                                                        | Cap.                                                                     |
| 23-3-2022                                                                | Nouakchott                                                               | Niger                                                                    | 1 – 1                                                                    | Mozambico                                                                | Amichevole                                                               | -                                                                        | 67’                                                                      |
| 26-3-2022                                                                | Nouakchott                                                               | Mauritania                                                               | 2 – 1                                                                    | Mozambico                                                                | Amichevole                                                               | -                                                                        | 45’                                                                      |
| 2-6-2022                                                                 | Johannesburg                                                             | Mozambico                                                                | 1 – 1                                                                    | Ruanda                                                                   | Qual. Coppa d'Africa 2023                                                | -                                                                        | Cap. 84’                                                                 |
| 8-6-2022                                                                 | Cotonou                                                                  | Benin                                                                    | 0 – 1                                                                    | Mozambico                                                                | Qual. Coppa d'Africa 2023                                                | -                                                                        | Cap. 3’ 73’                                                              |
| 24-3-2023                                                                | Diamniadio                                                               | Senegal                                                                  | 5 – 1                                                                    | Mozambico                                                                | Qual. Coppa d'Africa 2023                                                | -                                                                        | Cap. 60’                                                                 |
| 28-3-2023                                                                | Maputo                                                                   | Mozambico                                                                | 0 – 1                                                                    | Senegal                                                                  | Qual. Coppa d'Africa 2023                                                | -                                                                        | 45’                                                                      |
| 18-6-2023                                                                | Butare                                                                   | Ruanda                                                                   | 0 – 2                                                                    | Mozambico                                                                | Qual. Coppa d'Africa 2023                                                | -                                                                        | 64’                                                                      |
| 9-9-2023                                                                 | Maputo                                                                   | Mozambico                                                                | 3 – 2                                                                    | Benin                                                                    | Qual. Coppa d'Africa 2023                                                | -                                                                        | Cap. 89’                                                                 |
| 13-10-2023                                                               | Faro                                                                     | Angola                                                                   | 1 – 1                                                                    | Mozambico                                                                | Amichevole                                                               | -                                                                        | 46’                                                                      |
| 16-10-2023                                                               | Albufeira                                                                | Mozambico                                                                | 2 – 3                                                                    | Nigeria                                                                  | Amichevole                                                               | -                                                                        | 67’                                                                      |
| 16-11-2023                                                               | Maputo                                                                   | Botswana                                                                 | 2 – 3                                                                    | Mozambico                                                                | Qual. Mondiali 2026                                                      | -                                                                        | Cap. 71’                                                                 |
| 19-11-2023                                                               | Maputo                                                                   | Mozambico                                                                | 0 – 2                                                                    | Algeria                                                                  | Qual. Mondiali 2026                                                      | -                                                                        | Cap. 90+4’                                                               |
| 14-1-2024                                                                | Abidjan                                                                  | Egitto                                                                   | 2 – 2                                                                    | Mozambico                                                                | Coppa d'Africa 2023 - 1º turno                                           | -                                                                        | Cap. 46’                                                                 |
| 19-1-2024                                                                | Abidjan                                                                  | Capo Verde                                                               | 3 – 0                                                                    | Mozambico                                                                | Coppa d'Africa 2023 - 1º turno                                           | -                                                                        | 46’                                                                      |
| 22-1-2024                                                                | Abidjan                                                                  | Mozambico                                                                | 2 – 2                                                                    | Ghana                                                                    | Coppa d'Africa 2023 - 1º turno                                           | -                                                                        | 73’                                                                      |
| 7-6-2024                                                                 | Maputo                                                                   | Mozambico                                                                | 2 – 1                                                                    | Somalia                                                                  | Qual. Mondiali 2026                                                      | -                                                                        | Cap. 61’                                                                 |
| 10-6-2024                                                                | El Jadida                                                                | Guinea                                                                   | 0 – 1                                                                    | Mozambico                                                                | Qual. Mondiali 2026                                                      | -                                                                        | 46’                                                                      |
| 10-9-2024                                                                | Maputo                                                                   | Mozambico                                                                | 2 – 1                                                                    | Guinea-Bissau                                                            | Qual. Coppa d'Africa 2025                                                | -                                                                        | Cap. 55’                                                                 |
| 11-10-2024                                                               | Maputo                                                                   | Mozambico                                                                | 1 – 1                                                                    | eSwatini                                                                 | Qual. Coppa d'Africa 2025                                                | -                                                                        | Cap. 62’                                                                 |
| 14-10-2024                                                               | Mbombela                                                                 | eSwatini                                                                 | 0 – 3                                                                    | Mozambico                                                                | Qual. Coppa d'Africa 2025                                                | 1                                                                        | Cap. 67’                                                                 |
| 15-11-2024                                                               | Maputo                                                                   | Mozambico                                                                | 0 – 1                                                                    | Mali                                                                     | Qual. Coppa d'Africa 2025                                                | -                                                                        | Cap. 46’                                                                 |
| 19-11-2024                                                               | Bissau                                                                   | Guinea-Bissau                                                            | 1 – 2                                                                    | Mozambico                                                                | Qual. Coppa d'Africa 2025                                                | -                                                                        | 79’                                                                      |
| Totale                                                                   |                                                                          | Presenze                                                                 | 88                                                                       |                                                                          | Reti                                                                     | 12                                                                       |                                                                          |

## Palmarès

### Club

#### Competizioni nazionali
- Campionato sudafricano: 2

Mamelodi Sundowns: 2013-2014
Bidvest Wits: 2016-2017
- Coppa del Sudafrica: 1

Mamelodi Sundowns: 2014-2015
- Coppa di Lega sudafricana: 2

Mamelodi Sundowns: 2015
Bidvest Wits: 2017